# Liatongus phanaeoides
Liatongus phanaeoides är en skalbaggsart som beskrevs av John Obadiah Westwood 1839. Liatongus phanaeoides ingår i släktet Liatongus och familjen bladhorningar. Inga underarter finns listade i Catalogue of Life.